# Sveriges ambassad i Zagreb
Sveriges ambassad i Zagreb (kroatiska: Veleposlanstvo Kraljevine Švedske u Republici Hrvatskoj/Kungariket Sveriges ambassad i republiken Kroatien) är Sveriges diplomatiska beskickning i Kroatien. Ambassaden är belägen i stadsdelsområdet Nedre staden i huvudstaden Zagreb. Beskickningen består av en ambassad, ett antal svenskar utsända av Utrikesdepartementet (UD) och lokalanställda. Ambassadör sedan 2023 är Anna Boda.
I Rijeka, Split och Dubrovnik finns svenska honorärkonsulat. 

## Historik
Sverige öppnade sin ambassad i Kroatien den 29 januari 1992 och var därmed en av de tio första länderna som gjorde det sedan Kroatien den 25 juni 1991 förklarat sig självständigt och lämnat den federala republiken Jugoslavien.

## Beskickningschefer
| Namn              | Period    | Funktion   | Anmärkning |
| ----------------- | --------- | ---------- | ---------- |
| Sune Danielsson   | 1992–1997 | Ambassadör | [ 3 ]      |
| Ingemar Börjesson | 1997–2001 | Ambassadör |            |
| Sture Theolin     | 2001–2006 | Ambassadör |            |
| Lars Fredén       | 2006–2008 | Ambassadör |            |
| Fredrik Vahlquist | 2008–2013 | Ambassadör |            |
| Lars Schmidt      | 2013–2018 | Ambassadör |            |
| Diana Madunic     | 2018–2023 | Ambassadör |            |
| Anna Boda         | 2023–     | Ambassadör |            |